# Cynthia A. Pratt
Dame Cynthia Alexandria Pratt, detta Mother, nata Moxey (New Providence, 5 novembre 1945), è una politica bahamense, Governatore generale delle Bahamas dal 1º settembre 2023.

## Biografia
Ha fatto parte della squadra bahamense di softball femminile ai Giochi mondiali 1981, nonché della nazionale di pallacanestro e di netball. Laureatasi al St. Augustine's College di Raleigh nel 1983, dal 1997 al 2012 è stata parlamentare nel collegio elettorale di St. Cecilia, tra le file del Partito Liberale Progressista. Durante il suo mandato parlamentare, ha ricoperto i ruoli di Ministro della sicurezza nazionale e di Vice primo ministro, e tra maggio e giugno del 2005 è subentrata temporaneamente al Primo ministro Perry Christie, ricoverato dopo un infarto. È stata la prima donna a ricoprire entrambe le cariche. Dopo aver lasciato la politica nel 2012, è diventata ministro ordinato.
Tra il 2021 e il 2022 ha ricoperto l'incarico di Vice governatore generale a più riprese. Il 15 agosto 2023 è stata nominata Governatore generale delle Bahamas su indicazione del Primo ministro Philip Davis, succedendo al dimissionario Cornelius Smith. Ha prestato giuramento due settimane dopo.

## Vita privata
È vedova di Joseph Pratt, con cui ha avuto cinque figli e ne ha adottato un sesto.